# Theridion albolineatum
Theridion albolineatum là một loài nhện trong họ Theridiidae.
Loài này thuộc chi Theridion. Theridion albolineatum được Hercule Nicolet miêu tả năm 1849.